# Tarmitz
Tarmitz ist ein Ortsteil der Stadt Lüchow (Wendland) im niedersächsischen Landkreis Lüchow-Dannenberg.
Der Ort befindet sich im Wendland und hat heute ungefähr 40 Einwohner. Er befindet sich nordöstlich der Stadt Lüchow und nördlich von der Ortschaft Woltersdorf. Der Ort ist ein altes Rundlingsdorf. Östlich des Ortes verläuft der nach Norden hin abfließende Luciekanal.
Am 1. Juli 1972 wurde Tarmitz in die Kreisstadt Lüchow eingegliedert.